# Danske mesterskaber i atletik 1906
Danske mesterskaber i atletik 1906 var det 13. danske mesterskab i atletik og blev afholdt 28.-29. juli i Odense. Mesterskabet var åben for udenlandske deltagere.
| Disciplin        | Guld                                                   | Sølv                                      | Bronze                              |
| ---------------- | ------------------------------------------------------ | ----------------------------------------- | ----------------------------------- |
| 100 meter        | Axel Petersen Freja København 11,8                     | Hans Jacob Errboe Odense GF ?             | Th. Christiansen Aarhus 1900 ?      |
| ¼ mile           | Carl Jørgensen Københavns FF 55,0                      | Hans Jacob Errboe Odense GF ?             | Henry Thode IF Sparta ?             |
| ½ mile           | Carl Jørgensen Københavns FF 2,07,0                    | Henry Thode IF Sparta ?                   | Randrup Lindholt Københavns FF ?    |
| 1 mile           | Otto Larsen AIK 95 4,51,0                              | Peter Hansen Odense GF ?                  | Carl Jørgensen Københavns FF ?      |
| 1 dansk mil      | Kjeld Nielsen Ben Hur 25,44,0                          | A. Johansen Helsingborg ?                 | Julius Jørgensen AIK 95 28,46,8     |
| 4 x 100 meter    | Københavns FF 49,8                                     |                                           |                                     |
| 120 yards hæk    | Hans Jacob Errboe Odense GF 17,3                       | T. Linko Reipas Lahti                     |                                     |
| Højdespring      | Holger Warendorph Kristiania 1,60                      | Carl Georg Christensen Københavns FF 1,55 | Aage Petersen Freja Odense 1,40     |
| Stangspring      | Daniel W. Johansen Kristiania 2,90                     | T. Linko Reipas Lahti ?                   | ?. Kondrup Randers Freja ?          |
| Længdespring     | Holger Warendorph Kristiania 6,63 skandinaviskt rekord | T. Linko Reipas Lahti 6,12                | G. Lunding[1] Göteborg 6,03         |
| Trespring        | Holger Warendorph Kristiania 13,32                     | Daniel W. Johansen Kristiania 12,62       |                                     |
| Kuglestød        | Carl Jensen Odense GF 9,73                             | Wigand Møller Odense GF 9,56              | Jørgen From Odense GF 9,50          |
| Diskoskast       | Wigand Møller Odense GF 30,20                          | Holger Warendorph Kristiania 30,03        | Dennis W. Johansen Kristiania 29,63 |
| Hammerkast       | Ivar Hansson Göteborg 38,26                            |                                           |                                     |
| Spydkast         | Christian Schurmann IFK Malmö 42,86                    |                                           |                                     |
| 15km cross       | Kjeld Nielsen Ben Hur 1,06,19                          |                                           |                                     |
| Femkamp          | Carl Jørgensen Københavns FF                           |                                           |                                     |
| Tikamp           | Carl Jørgensen Københavns FF 4366,50p                  |                                           |                                     |
| 1 eng. mile gang | Charles Westergaard Silkeborg Fremad 7.11              | Arne Højme Nielsen Københavns FF 7.14     | Chr. Nyberg Helsingfors 7.14,8      |
| Tovtrækning      | Københavns FF                                          |                                           |                                     |